# Hölgyfutár (folyóirat, 1849–1864)

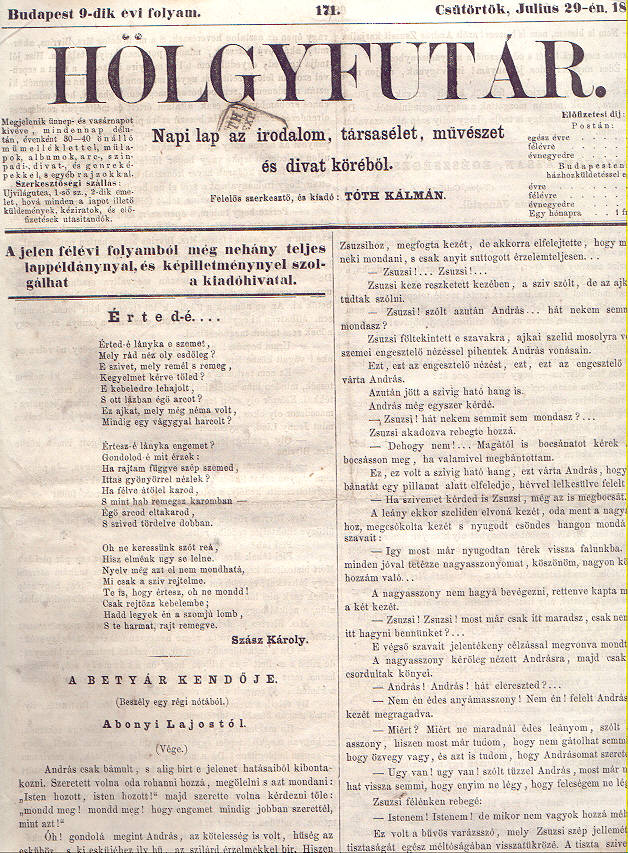
A Hölgyfutár címlapja 1858-ból

A Hölgyfutár „közlöny az irodalom, társasélet, művészet és divat köréből”.
1849. november 15-én Kozma Vazul költségén és Nagy Ignác tulajdonos szerkesztése alatt indult meg Pesten. Feladatának tekintette a „már-már elhaltnak látszott költészet” népszerűsítését. Eleinte majdnem az egész lapot Nagy Ignác és Szilágyi Sándor segédszerkesztő írták. Itt tűnt fel a korán elhunyt Beöthy László Miss Fanny című első művével. 1852 júliusától Tóth Kálmán volt a segédszerkesztő. Az akkori politikai viszonyok és önkényuralom miatt sok zaklatásnak volt kitéve a szerkesztő (aki fogságot is szenvedett) és a kiadó. A szépirodalom képviselői csaknem mindnyájan írtak a lapba. Jókai Mór is munkatársa volt 1854-ben, amikor a Délibáb megszűntével a Janicsárok végnapjai című regényét itt folytatta. Nagy Ignác halálával (1854. március 19.) a lap egy ideig szünetelt. Április 6-tól Berecz Károly vette át a szerkesztést. A Hölgyfutárt 1856. április 1-jétől Tóth Kálmán, 1861. július 1-jétől (Szinnyei József szerint 1862. április 1-jétől) Bulyovszky Gyula, 1862. november 1-jétől Balázs Frigyes szerkesztette. Megjelent hetenként hatszor négyrét félíven; 1859. január 1-jétől hetenként háromszor négyrét egy íven. A Hölgyfutár 1864. november 10-vel szűnt meg.

## Külső hivatkozások
- A Hölgyfutár digitalizált kötetei a REAL-J-ben